# Stadion Ruchu Chorzów
Stadion Ruchu Chorzów – kompleks sportowy zbudowany w latach 1934–1935 na podstawie projektu inż. Nowaka na terenie Wielkich Hajduków (obecnie Chorzów Batory), na którym rozgrywała swoje mecze drużyna piłkarska Ruchu Chorzów.

## Informacje ogólne
- Adres: Chorzów 41-506, ul. Cicha 6
- pojemność:

9300 miejsc siedzących w tym
1000 pod zadaszeniem
- Oświetlenie: 1715 luksów
- Wymiary: 107 × 67 m

## Zanim powstał stadion przy ul. Cichej

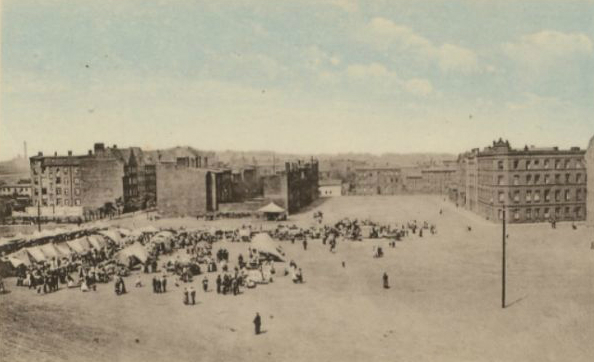
Targowisko pomiędzy obecnymi ulicami Farna i Wrocławska. Po lewej kamienice przy ulicy Farnej, po prawej kamienica na rogu ulic Wrocławskiej i Mickiewicza.

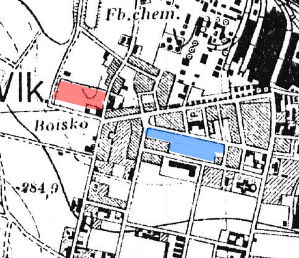
Fragment Planu Hajduków Wielkich z 1933. Na niebiesko zaznaczono targowisko, na czerwono boisko "na Kalinie".

Pierwsze historyczne mecze Ruch rozgrywał na targowisku między dzisiejszymi ulicami Farną i Wrocławską. Tam też rozegrany został pierwszy historyczny mecz w 3. edycji Mistrzostw Polski z Cracovią, a obejrzało go 800 widzów.
Czasem piłkarze dostawali zezwolenie na granie "na Kalinie" (50°16′34,34″N 18°55′50,09″E/50,276206 18,930581), boisku należącym do niemieckiego BBC. "Niebiescy" formalnie weszli w posiadanie tego obiektu wraz z fuzją z BBC w 1923 roku. Boisko to miało powierzchnię żużlową, a także pokryte było popiołem (tzw. "hasie" – popiół, stąd obiekt był nazywany "Hasiokiem").
Z powodu niewymiarowości boisko "na Kalinie" nie zostało dopuszczone do inauguracyjnych rozgrywek I ligi w 1927, dlatego przez najbliższe 3 lata swoje mecze jako gospodarz Ruch rozgrywał na boiskach 1. FC Katowice i na "Górze Wyzwolenia" należącej do AKS Królewska Huta. Na przełomie lat 1929/30 boisko "na Kalinie" zostało przebudowane i przyznane zostało prawo do rozgrywania na nim meczów ligowych przez Ruch.

## Historia stadionu przy ul. Cichej

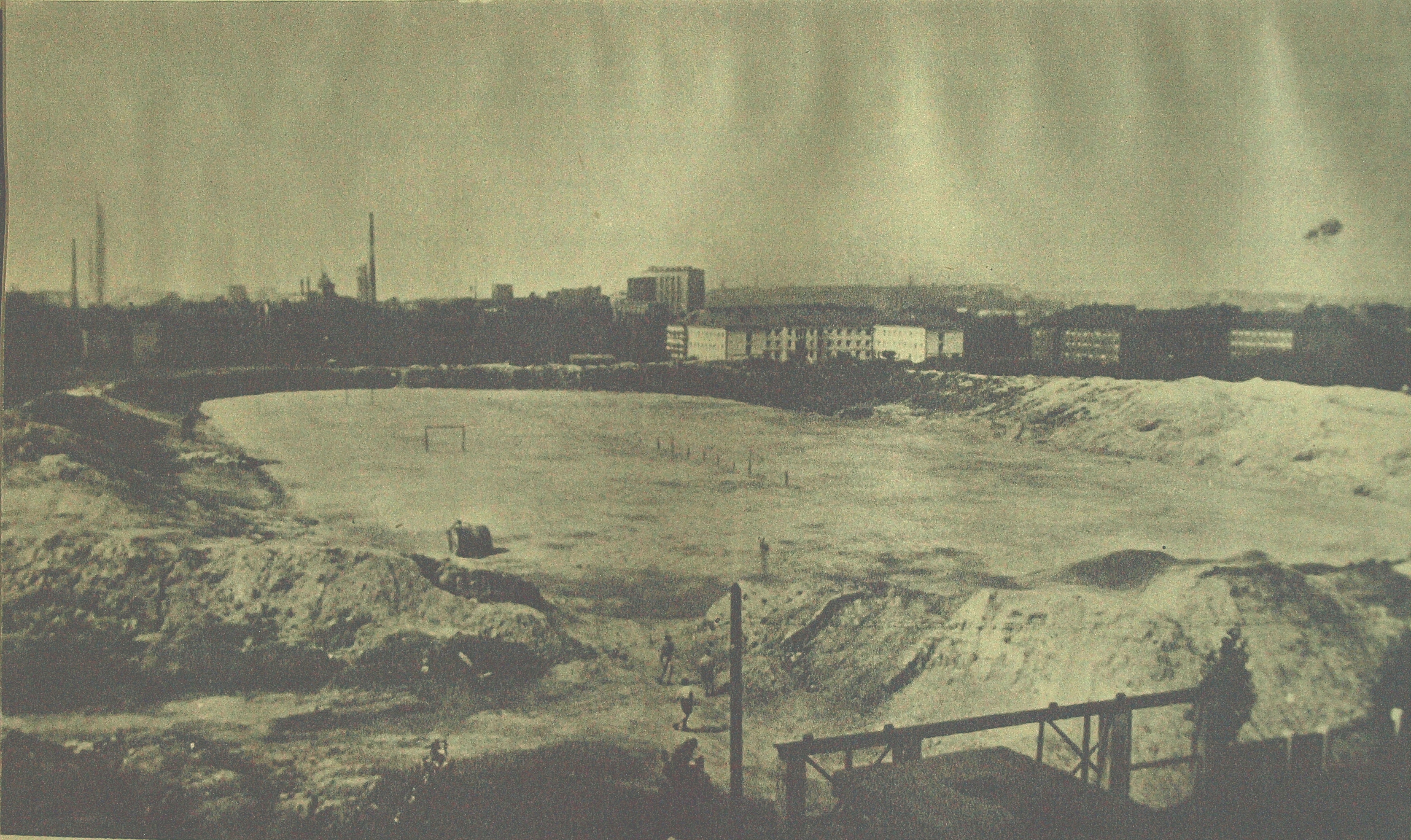
Budowa stadionu, lata 1934–1935

Tuż po zdobyciu przez Ruch pierwszego mistrzostwa Polski w 1933 rada gminy Wielkie Hajduki przeznaczyła teren pod budowę nowego stadionu przy ulicy Królewskohuckiej (dziś Cichej) niedaleko dworca kolejowego. Prace trwały od 1 lipca 1934 do lata 1935 na podstawie projektu inż. Nowaka, a uroczyste otwarcie nastąpiło 29 września tego samego roku. Ukończony obiekt cechował się pojemnością 40 tysięcy widzów i był najnowocześniejszym stadionem w Polsce. Zadaszona (bez użycia słupków podtrzymujących, ograniczających pole widzenia), stalowa trybuna główna – oddana do użytku półtora roku później – była w chwili jej zamontowania najnowocześniejszą tego typu konstrukcją na świecie. Jej projektantem był inż. Dic z Huty Królewskiej. Na stadion Ruchu trafiła ona szczęśliwym zbiegiem okoliczności. Gmina Wielkie Hajduki nabyła ją okazyjnie na Międzynarodowych Targach Poznańskich po tym gdy nie odebrało jej Wielkopolskie Towarzystwo Wyścigów Konnych.

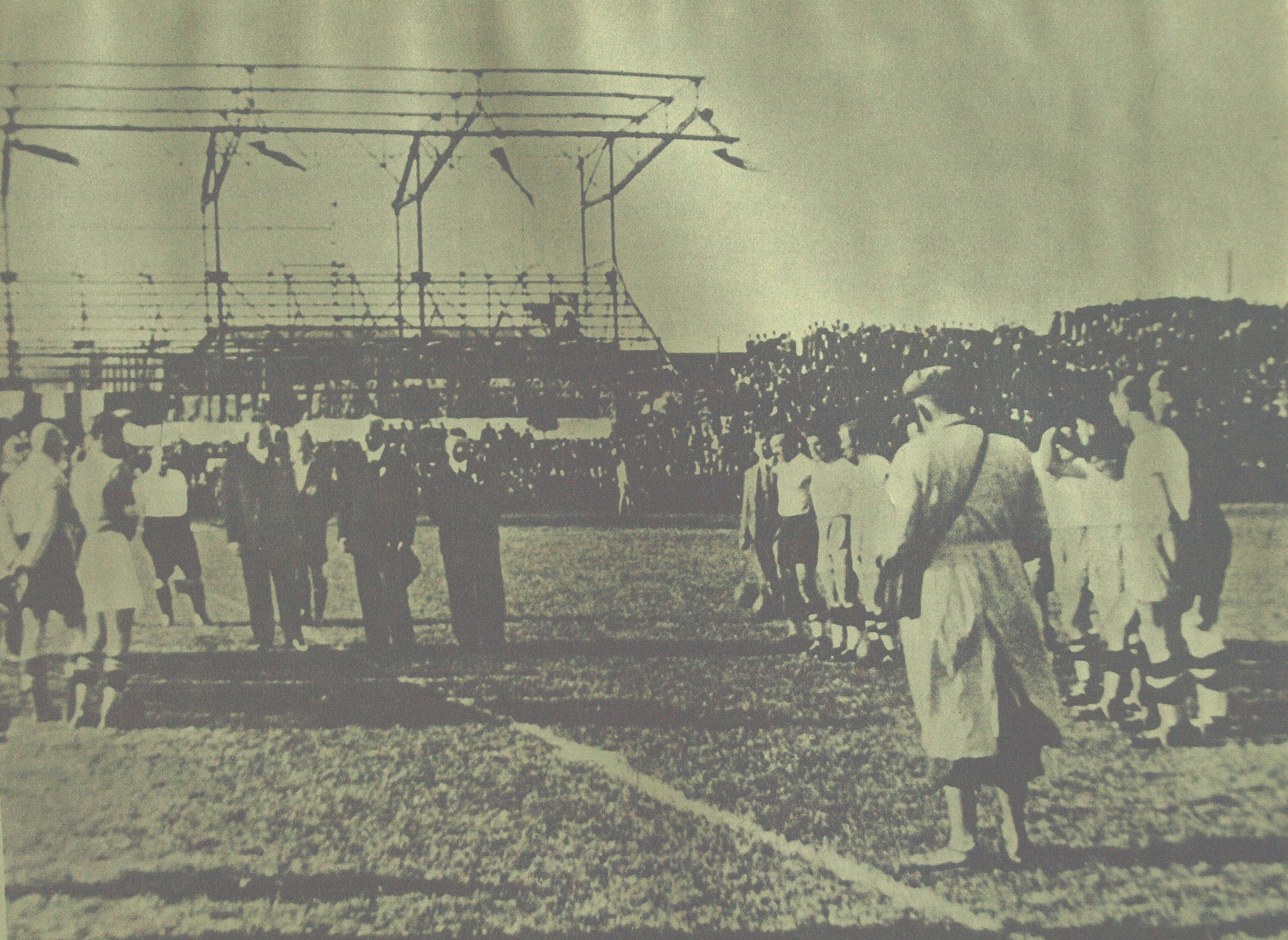
Montaż trybuny w 1936 roku

Po II wojnie światowej stadion przeszedł tylko niewielką renowację, aby możliwe było na nim rozgrywanie meczów. Remont generalny nastąpił w 1961 roku, pojemność wzrosła z 20 000 do 41 000 widzów. W 1968 roku zamontowano sztuczne oświetlenie. Kolejny remont nastąpił w 1993 roku, gdy zamontowano krzesełka na trybunie głównej. W 2002 roku liczba krzesełek zwiększyła się o 1700, obiekt wzbogacono także o nowe bramki wejściowe i kasy. Po burdach w 2004 roku liczba krzesełek osiągnęła poziom 7 500. Obecnie stadion posiada 10 000 miejsc siedzących oraz zainstalowaną w 2009 roku podgrzewaną murawę.
Ważniejsze mecze (np. w europejskich pucharach) Ruch rozgrywa na Stadionie Śląskim w Chorzowie.

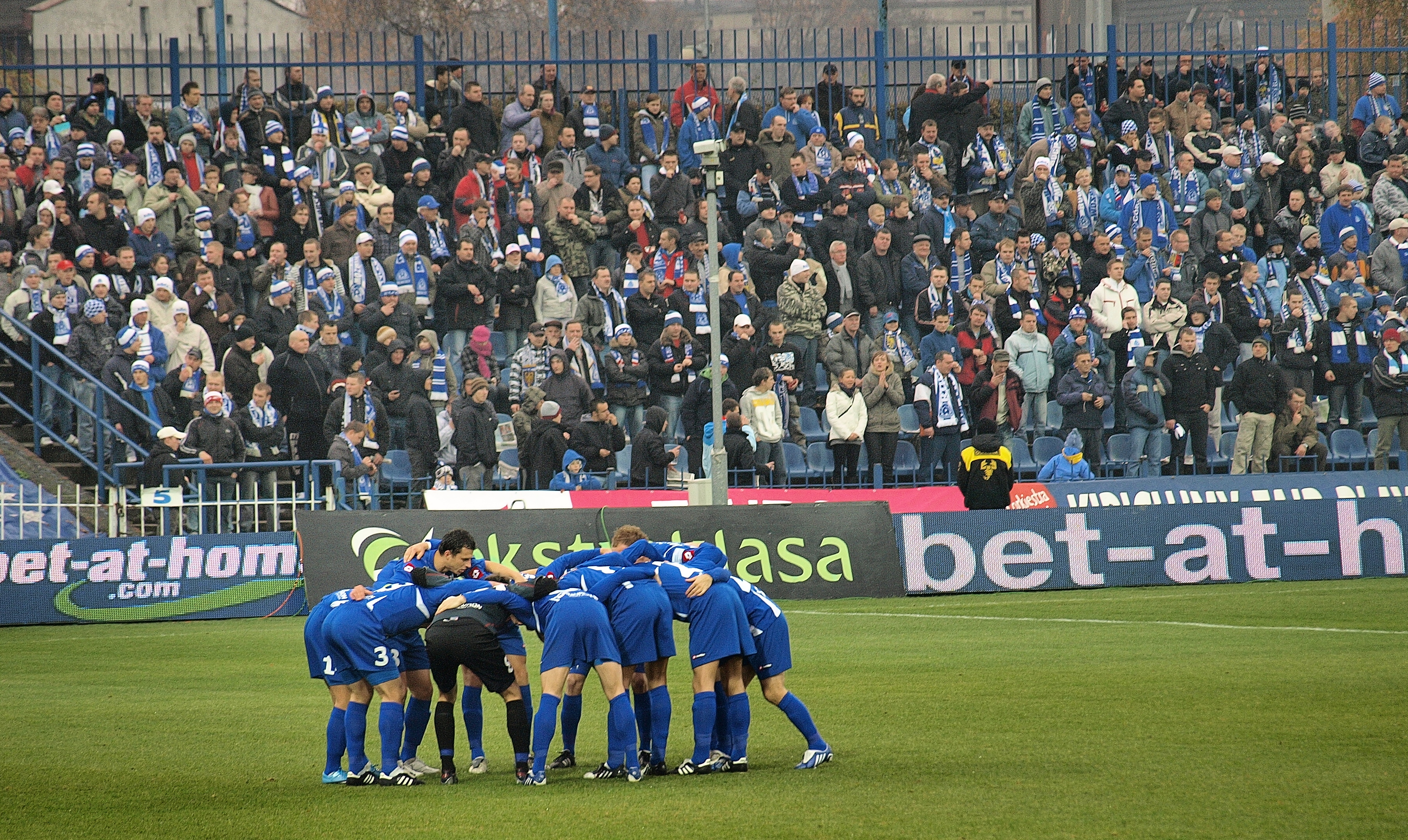
Kibice na stadionie Ruchu

## Zegar "Omega"

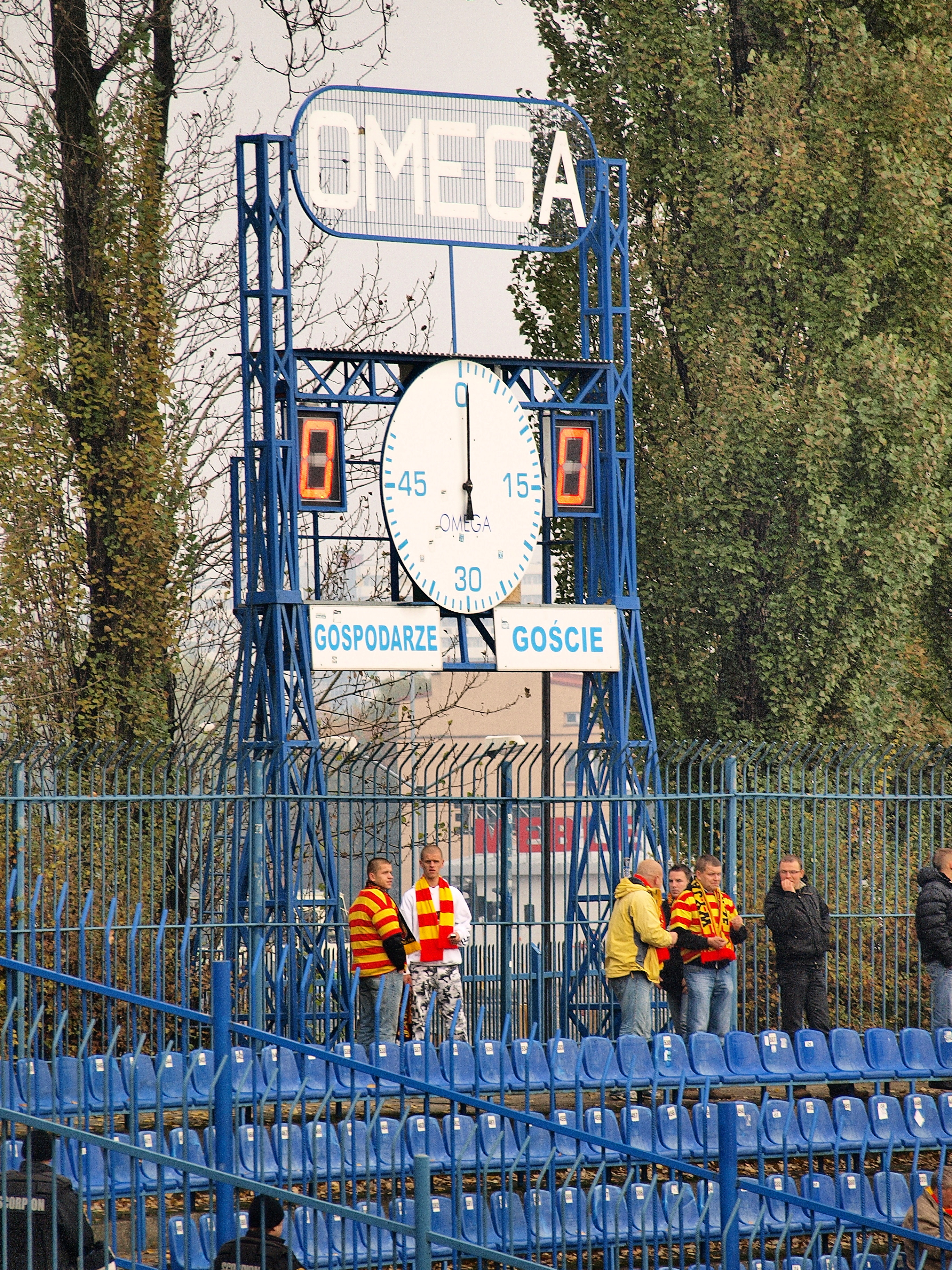
Zabytkowy chronometr Omega

Chronometr "Omega" zamontowany nad sektorem gości to symbol stadionu przy ul. Cichej 6. Od 1929 ta szwajcarska firma obdarowywała najpopularniejsze polskie kluby swoimi zegarami boiskowymi. Do Ruchu trafił on za sprawą plebiscytu magazynu "Raz Dwa Trzy" w 1939. Pierwszy mecz na stadionie z zamontowaną "Omegą" odbył się 21 maja 1939.
Po wybuchu II wojny światowej mechanizm był przechowywany przez Augustyna Ferdę, zegarmistrza i gospodarza klubu. Po zakończeniu wojny zegar zamontowano na jego pierwotnym miejscu, naprzeciwko trybuny głównej, jednak niedziałający mechanizm wkrótce przeniesiono za jedną z bramek. W 1979 na jego miejsce zamontowano "Elektromontaż", a "Omegę" przeniesiono nad sektor gości. Podczas obchodów 75-lecia klubu, dzięki zięciowi Augustyna Ferdy, Jerzemu Małysce, i z powodu awarii "Elektromontażu", naprawiono "Omegę", dodając jej zegarową tarczę i odblaskowe napisy. W 2005 zdemontowano mechanizm "Elektromontażu", a Omega powróciła na pierwotne miejsce.

## Przyszłość
W 2012 roku miała rozpocząć się całkowita przebudowa stadionu. Nowy obiekt miał być budowany etapami, a jego docelowa pojemność miała wynosić 18 000 widzów. Trybuny – maksymalnie zbliżone do murawy – miałyby maksymalne dopuszczalne nachylenie. Później te plany zmieniono ze względu na propozycję zmiany domowego obiektu na Stadion Śląski. W końcu zdecydowano, że ze względu na wysokie koszty wynajmu, jednak stadion przy Cichej zostanie zmodernizowany, a na Stadionie Śląskim Ruch będzie rozgrywał wyłącznie mecze, które będą mogły przyciągnąć na trybuny wystarczającą liczbę osób. Początkowo planowano zbudować stadion z dwunastoma tysiącami krzesełek z możliwością rozbudowy do szesnastu tysięcy, lecz później zdecydowano od razu wybudować obiekt z większą liczbą miejsc siedzących. Według zapowiedzi inwestycja miała rozpocząć się w drugiej połowie 2018 roku i zakończyć się po 4 latach.